# Otok Zlarin
Otok Zlarin är en ö i Kroatien.   Den ligger i länet Šibenik-Knins län, i den södra delen av landet, 240 km söder om huvudstaden Zagreb. Arean är 8,2 kvadratkilometer.
Terrängen på Otok Zlarin är platt. Öns högsta punkt är 165 meter över havet. Den sträcker sig 5,5 kilometer i nord-sydlig riktning, och 4,2 kilometer i öst-västlig riktning.
Följande samhällen finns på Otok Zlarin:
- Zlarin